# Craig Armstrong
Craig Armstrong (Glasgow, 29 de abril de 1959) es un compositor escocés de música académica contemporánea, electrónica y cinematográfica. Se graduó por la Royal Academy of Music en 1981, y desde entonces ha compuesto para la Royal Shakespeare Company, la Royal Scottish National Orchestra y la London Sinfonietta.
La composición de Armstrong para la banda sonora de Romeo + Julieta le valió un premio BAFTA y un Ivor Novello. Su composición para el musical Moulin Rouge! le valió el premio al compositor del año —2001— del American Film Institute, un globo de Oro a la mejor banda sonora y otro BAFTA. En 2004 ganó un Premios Grammy a la mejor banda sonora por el biopic Ray. Entre sus composiciones de bandas sonoras para películas están las de Love Actually, World Trade Center, Elizabeth: la edad de oro y El increíble Hulk.

## Trayectoria profesional
Armstrong estudió composición musical, violín y piano en la Royal Academy of Music desde 1977 hasta 1981, cuando se le concedió el premio Charles Lucas y la beca Harvey Lohr para compositores. En 1984, tras completar sus estudios, ejerció como especialista en música y danza en la antigua región escocesa de Strathclyde. Entre 1994 y 2002, la Royal Shakespeare Company le encargó que escribiera la música para las obras teatrales The Broken Heart y The Tempest, ambas dirigidas por el británico Michael Boyd.
Armstrong no ve diferencia alguna de credibilidad entre las formas popular y clásica de la música. Su respeto por el género pop se consolidó cuando en 1994 colaboró con la banda bristoliana Massive Attack, en su álbum Protection.
En 2001, Armstrong recibió un BAFTA, un Globo de Oro y un premio del American Film Institute, así como el premio World Soundtrack Award y el Golden Satellite por Moulin Rouge! En 2005 recibió el Grammy a la mejor banda sonora por la película Ray, dirigida por Taylor Hackford.
Armstrong ha trabajado con una amplísima variedad de artistas musicales reconocidos inernacionalmente, como U2, Madonna, Texas o Luciano Pavarotti.

## Honores
En 2010, Armstrong fue nombrado oficial de la Orden del Imperio Británico (OBE).

## Principales trabajos
- 1994: Slow Movement (cuerdas)
- 1998: 20 Movements (orquesta)
- 1999: If Time Must Pass (violín, cuerdas)
- 1999: Escape (orquesta, vocal).
- 2000: When Morning Turns to Light (mezzosoprano, orquesta)
- 2002: Northern Sounds ... Islands (orquesta)
- 2005: One Minute (orquesta)
- 2007: Immer (concierto para violín n.º 1; violín, orquesta)
- 2012: The Lady from the Sea (ópera)
- 2015: Far from the Madding Crowd (película)

### Bandas sonoras
- 1996: Romeo + Juliet (premios BAFTA e Ivor Novello)
- 1997: Orphans
- 1998: The Negotiator («Rise», tema de los títulos de apertura)
- 1999: Plunkett y Macleane
- 1999: Best Laid Plans
- 1999: The Bone Collector
- 2000: Romeo Must Die
- 2001: Moulin Rouge! (Globo de Oro)
- 2001: Kiss of the Dragon
- 2002: The Magdalene Sisters
- 2002: The Quiet American
- 2003: Love Actually
- 2003: Lara Croft Tomb Raider: The Cradle of Life («Lab Scene»)[3][4]
- 2004: The Clearing
- 2004: Ray (premio Grammy)
- 2004: Layer Cake (tema «Ruthless Gravity»)
- 2005: Fever Pitch
- 2005: Must Love Dogs
- 2006: World Trade Center
- 2007: Elizabeth: The Golden Age (con A. R. Rahman)
- 2008: The Incredible Hulk
- 2010: Wall Street: Money Never Sleeps
- 2011: In Time
- 2013: The Great Gatsby
- 2015: Far from the Madding Crowd
- 2016: Me Before You